# Juego (recreación)

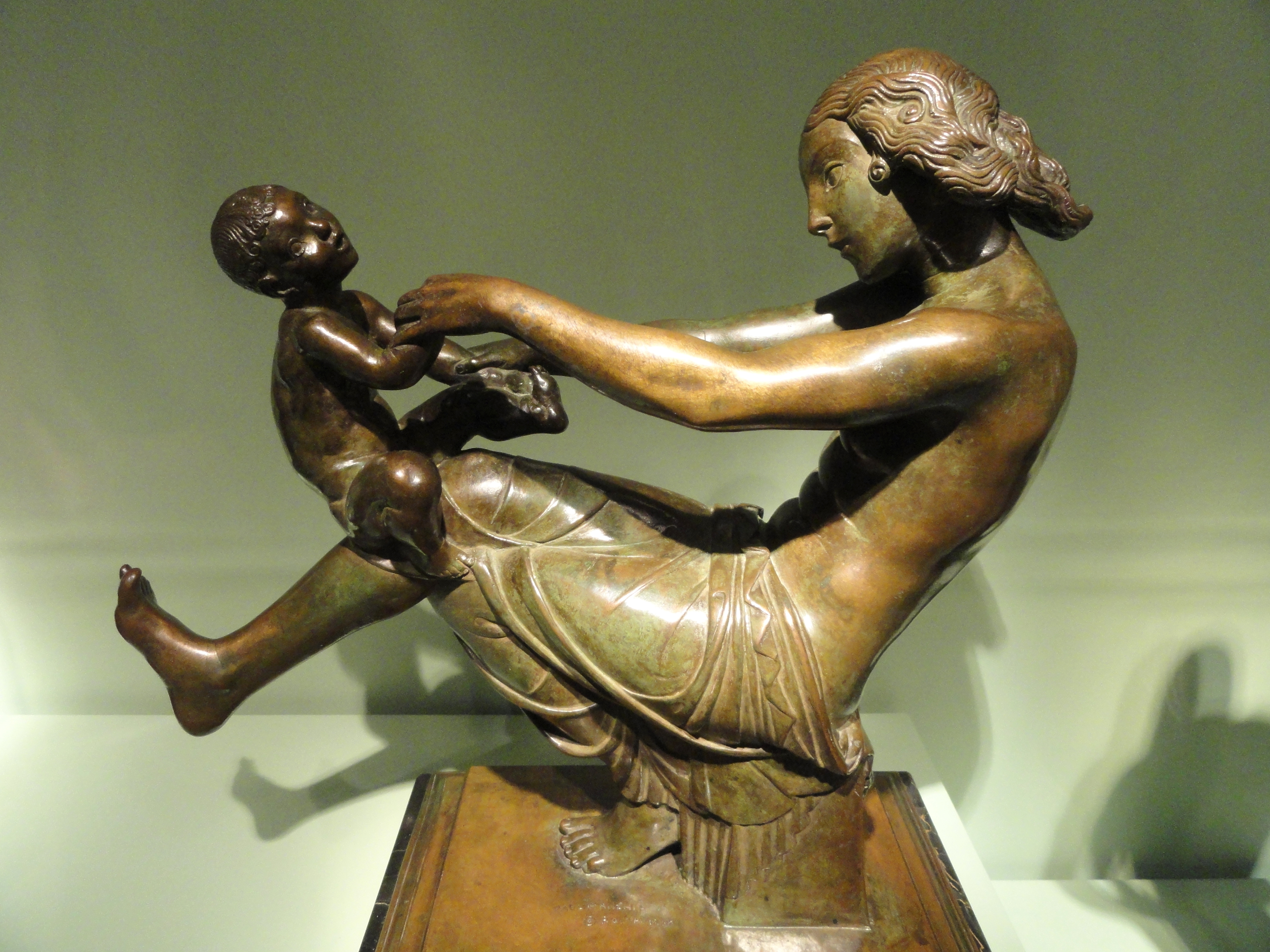
"Jugando" de Paul Manship.

El juego recreativo es una serie de actividades de motivación intrínseca realizadas por placer y disfrute. El juego se asocia comúnmente con los niños y las actividades de nivel juvenil, pero el juego se produce en cualquier etapa de la vida, y también entre otros animales de funcionamiento superior, más notablemente mamíferos y aves.
Muchos investigadores prominentes en el campo de la psicología, incluyendo a Melanie Klein, Jean Piaget, William James, Sigmund Freud, Carl Jung y Lev Vygotski han considerado erróneamente que el juego se limita a la especie humana, creyendo que el juego era importante para el desarrollo humano y utilizando diferentes métodos de investigación para probar sus teorías.
El acto de jugar se interpreta a menudo como algo frívolo; sin embargo, el jugador puede estar intensamente concentrado en su objetivo, especialmente cuando la actividad está estructurada y orientada a un objetivo, como en un juego. En consecuencia, el juego puede ir desde lo relajado, libre y espontáneo, pasando por lo frívolo, hasta lo planificado o incluso lo compulsivo. El juego recreativo no es sólo una actividad de pasatiempo; tiene el potencial de servir como una herramienta importante en numerosos aspectos de la vida diaria para adolescentes, adultos y especies no humanas cognitivamente avanzadas (como los primates). El juego no sólo fomenta y ayuda al desarrollo físico (como la coordinación mano-ojo), sino que también ayuda al desarrollo cognitivo y a las habilidades sociales, e incluso puede servir de trampolín hacia el mundo de la integración, que puede ser un proceso muy estresante. El juego es algo en lo que participan la mayoría de los niños, pero la forma en que se ejecuta el juego es diferente entre las culturas y la manera en que los niños participan en el juego varía universalmente.

## Definiciones
El texto seminal en el campo de los estudios sobre el juego recreativo es el libro Homo Ludens publicado por primera vez en 1944 con varias ediciones posteriores, en el que Johan Huizinga define el juego de la siguiente manera:: 13 

"Resumiendo la característica formal del juego, podríamos llamarlo una actividad libre que se sitúa conscientemente fuera de la vida 'ordinaria' como algo 'no serio' pero que al mismo tiempo absorbe al jugador intensa y totalmente. Es una actividad que no está vinculada a ningún interés material y que no permite obtener ningún beneficio. Se desarrolla dentro de sus propios límites de tiempo y espacio, según reglas fijas y de manera ordenada. Promueve la formación de agrupaciones sociales que tienden a rodearse de secreto y a subrayar la diferencia con el mundo común mediante el disfraz u otros medios".

Esta definición del juego como una esfera separada e independiente de la actividad humana se conoce a veces como la noción de "círculo mágico" del juego, una frase también atribuida a Huizinga. Existen muchas otras definiciones. Jean Piaget afirmó que "las numerosas teorías sobre el juego expuestas en el pasado son una prueba clara de que el fenómeno es difícil de comprender".
Hay múltiples aspectos del juego en los que la gente se fija a la hora de definirlo. Una definición de Susanna Millar en The Psychology of Play define el juego como: "cualquier actividad mental o física intencionada realizada individualmente o en grupo en el tiempo libre o en el trabajo para disfrutar, relajarse y satisfacer necesidades en tiempo real o a largo plazo" . Esta definición hace especial hincapié en las condiciones y beneficios que se obtienen bajo ciertas acciones o actividades relacionadas con el juego. Otras definiciones pueden centrarse en el juego como una actividad que debe seguir ciertas características, incluyendo la voluntad de participar, la incertidumbre del resultado y la productividad de la actividad para la sociedad.
Otra definición de juego del siglo XXI procede de la National Playing Fields Association (NPFA). La definición es la siguiente "el juego es un comportamiento libremente elegido, dirigido personalmente y motivado intrínsecamente, que involucra activamente al niño"  Esta definición se centra más en la libertad de elección del niño y la motivación personal relacionada con una actividad.

## Formas

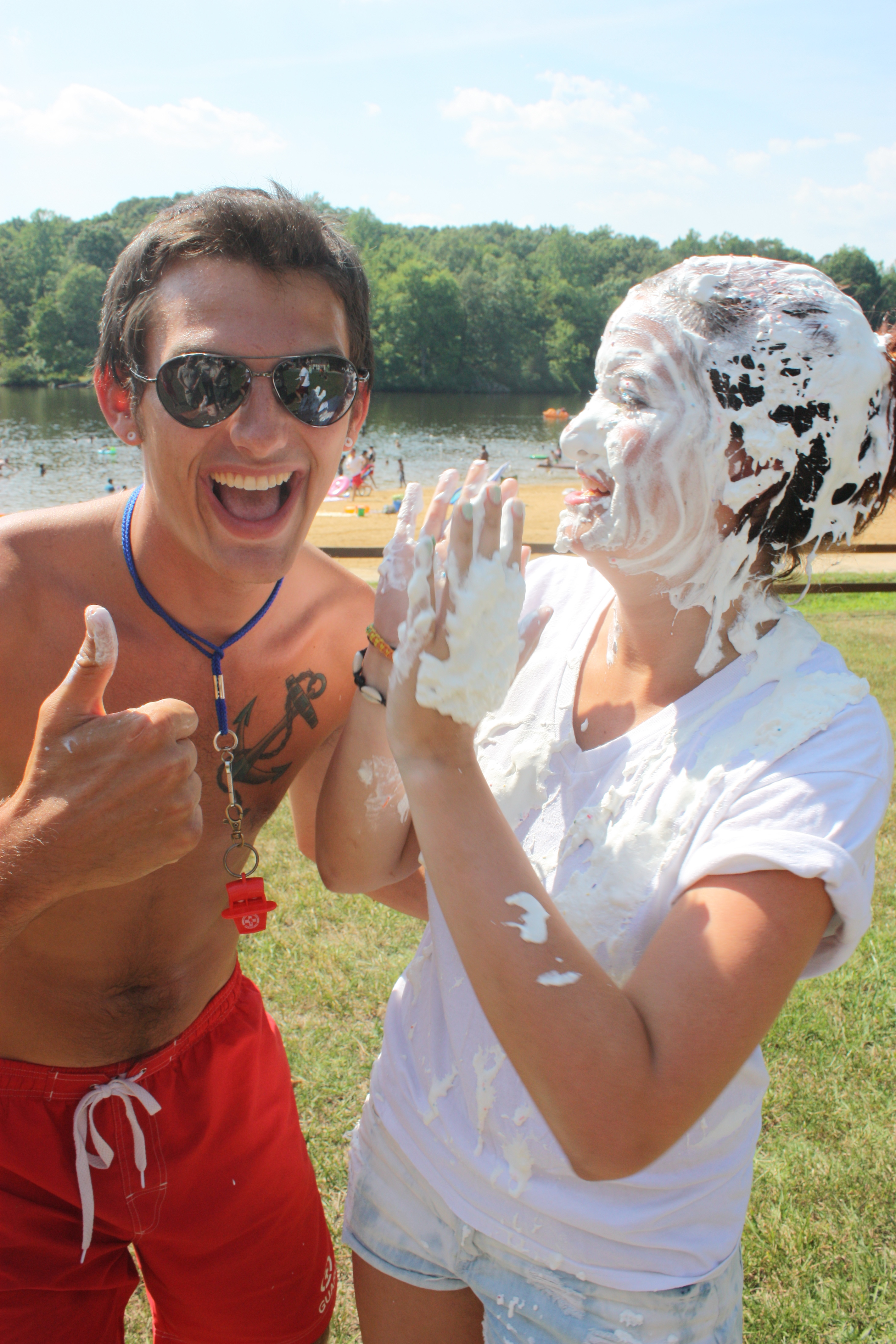
Personas divirtiéndose.

El juego puede adoptar la forma de improvisación o de simulación, de interacción, de actuación, de mímica, de juegos, de deportes y de búsqueda de emociones, como los deportes extremos o peligrosos (paracaidismo, carreras de alta velocidad, etc.). El filósofo Roger Caillois escribió sobre el juego en su libro de 1961 El hombre, el juego.
El juego libre da a los niños la libertad de decidir a qué quieren jugar y cómo lo harán. Tanto la actividad como las reglas están sujetas a cambios en esta forma, y los niños pueden hacer cualquier cambio en las reglas u objetivos del juego en cualquier momento. Algunos países del siglo XXI han añadido el énfasis del juego libre en sus valores para los niños en la primera infancia, como Taiwán y Hungría.
El juego estructurado tiene metas y reglas claramente definidas y este tipo de juego se denomina "juego estructurado". Otros juegos son no estructurados o abiertos. Ambos tipos de juego promueven conductas adaptativas y estados mentales de felicidad.
Los deportes con reglas definidas tendrán lugar dentro de espacios de juego designados, como los campos deportivos en los que, en fútbol por ejemplo, los jugadores patean una pelota en una dirección determinada. Aunque son apropiados dentro del espacio de juego del deporte, estos mismos comportamientos podrían ser inapropiados o incluso ilegales fuera del campo de juego.
Otros espacios de juego diseñados pueden ser parques infantiles con equipos y estructuras dedicados a promover el juego activo y social. Algunos espacios de juego van incluso más allá en la especialización para llevar el juego al interior y a menudo cobrarán la entrada como se ve en los museos infantiles, los museos de ciencia, o los centros de entretenimiento familiar. Los centros de entretenimiento familiar son habitualmente negocios con fines de lucro dedicados íntegramente al juego y al entretenimiento, mientras que los museos infantiles y los museos de ciencia suelen ser organizaciones sin fines de lucro dedicados al entretenimiento educativo.[cita requerida]
El Instituto Nacional para el Juego de Estados Unidos, con sede en California, describe siete patrones de juego:
1. Juego de sintonía, que establece una conexión, como entre el recién nacido y la madre.
2. El juego del cuerpo, en el que el bebé explora las formas en que su cuerpo funciona e interactúa con el mundo, como por ejemplo haciendo sonidos divertidos o descubriendo lo que sucede en una caída.
3. Juego con objetos, como jugar con juguetes, golpear ollas y sartenes, manipular cosas físicas de forma que se utilice la curiosidad.
4. Juego social, juego que implica a otros en actividades como dar volteretas, hacer muecas y establecer conexiones con otro niño o grupo de niños.
5. Juego imaginativo o de simulación, en el que el niño inventa escenarios a partir de su imaginación y actúa dentro de ellos como una forma de juego, como el juego de la princesa o del pirata.
6. Juego de cuentos, el juego de aprendizaje y lenguaje que desarrolla el intelecto, como el de un padre que lee en voz alta a su hijo, o el de un niño que vuelve a contar el cuento con sus propias palabras.
7. Juego creativo, por el que se juega con la imaginación para trascender lo conocido en el estado actual, para crear un estado superior. Por ejemplo, una persona puede experimentar para encontrar una nueva forma de utilizar un instrumento musical, llevando así esa forma de música a un plano superior; o, como se sabe que hacía Einstein, una persona puede preguntarse sobre cosas que aún no se conocen y jugar con ideas no probadas como puente para el descubrimiento de nuevos conocimientos.

Aparte del juego autoiniciado, la terapia de juego se utiliza como una aplicación clínica del juego destinada a tratar a los niños que sufren traumas, problemas emocionales y otros problemas.

## Niños
En los niños pequeños, el juego se asocia frecuentemente con el desarrollo cognitivo y la socialización. El juego que promueve el aprendizaje y la recreación a menudo incorpora juguetes, elementos, herramientas u otros compañeros de juego. El juego puede consistir en una actividad divertida, fingida o imaginaria, solo o con otro. Algunas formas de juego son ensayos o pruebas para acontecimientos posteriores de la vida, como las "peleas de juego", los encuentros sociales fingidos (como las fiestas con muñecas) o el coqueteo. Los hallazgos modernos de la neurociencia sugieren que el juego promueve la flexibilidad de la mente, incluyendo prácticas adaptativas como el descubrimiento de múltiples formas de lograr un resultado deseado, o formas creativas de mejorar o reorganizar una situación dada (Millar, 1967; Shonkoff y Phillips, 2000).

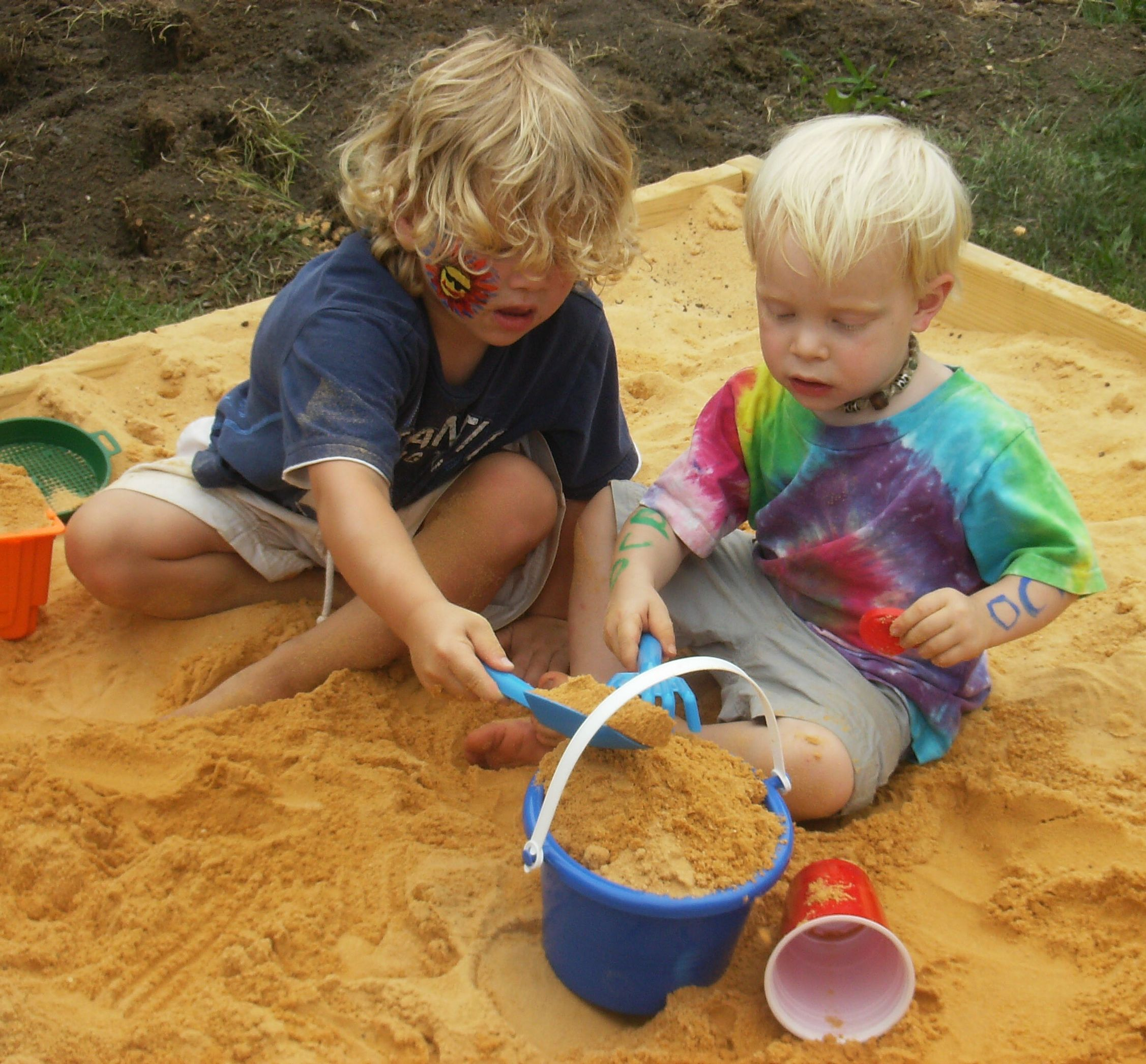
Niños jugando en una caja de arena.

A medida que los niños crecen, participan en juegos de mesa, videojuegos y juegos de ordenador, y en este contexto la palabra gameplay se utiliza para describir el concepto y la teoría del juego y su relación con las reglas y el diseño del juego. En su libro, Rules of Play, los investigadores Katie Salen y Eric Zimmerman esbozan 18 esquemas para los juegos, utilizándolos para definir "juego", "interacción" y "diseño" formalmente para los conductistas. De forma similar, en su libro Half-Real: Video Games between Real Rules and Fictional Worlds, el investigador y teórico del juego Jesper Juul explora la relación entre las reglas reales y los escenarios irreales en el juego, como ganar o perder una partida en el mundo real cuando se juega junto a los amigos del mundo real, pero hacerlo matando a un dragón en el mundo de fantasía presentado en el videojuego compartido.
El juego está explícitamente reconocido en el artículo 31 de la Convención sobre los Derechos del Niño (adoptada por la Asamblea General de las Naciones Unidas, el 29 de noviembre de 1989), que declara:
- Las Partes reconocen el derecho del niño al descanso y al esparcimiento, al juego y a las actividades recreativas propias de su edad y a participar libremente en la vida cultural y en las artes.
- Las Partes respetarán y promoverán el derecho del niño a participar plenamente en la vida cultural y artística y fomentarán la oferta de oportunidades adecuadas y equitativas para las actividades culturales, artísticas, recreativas y de esparcimiento.

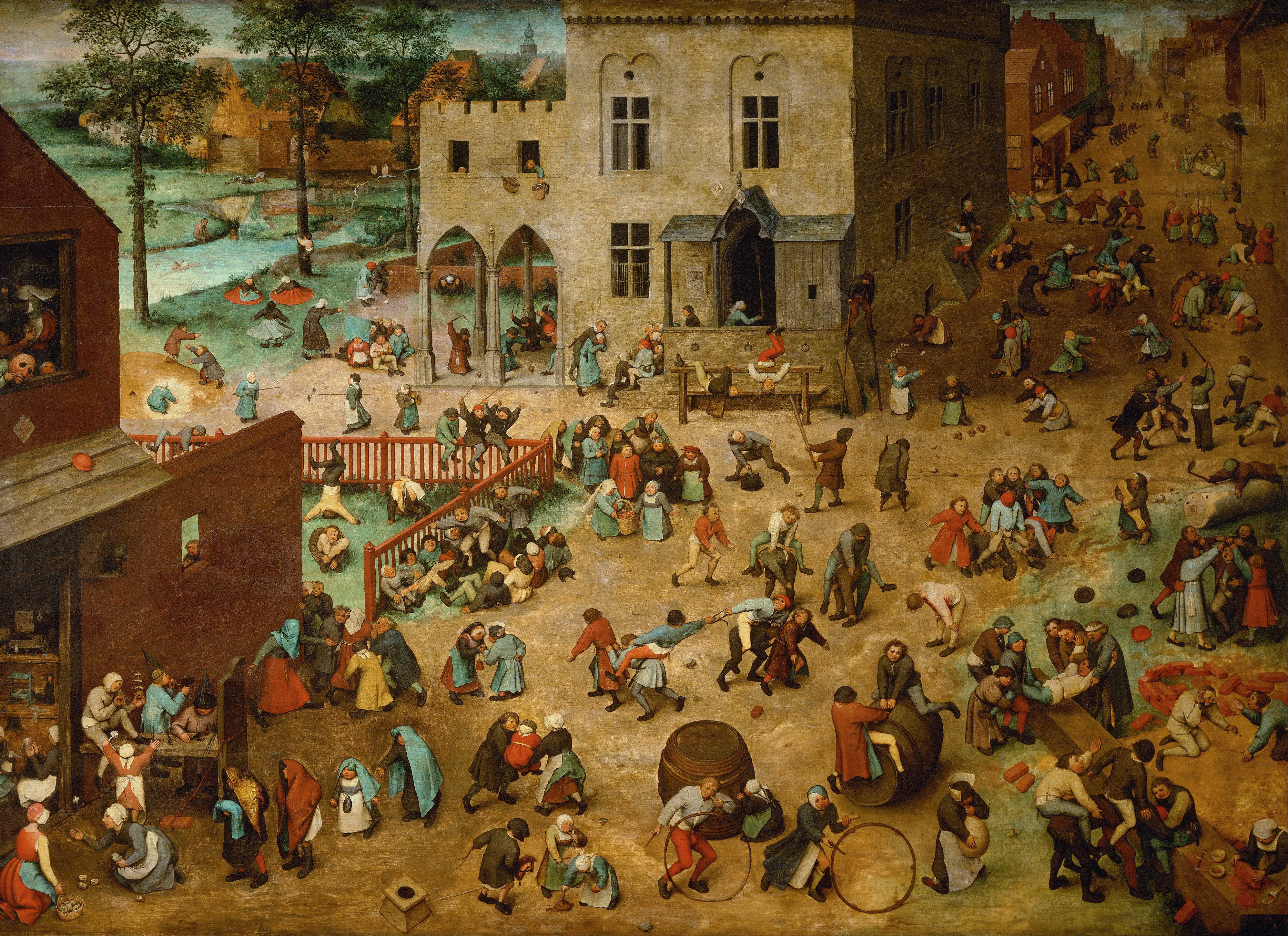
Juegos de niños, 1560, Pieter Bruegel el Viejo.

### Historia de los juegos infantiles
El historiador estadounidense Howard Chudacoff ha estudiado la interacción entre el control paterno de los juguetes y los juegos y el deseo de los niños de jugar libremente. En la época colonial, los juguetes eran improvisados y los niños se enseñaban unos a otros juegos muy sencillos con poca supervisión de los adultos. La economía de mercado del siglo XIX hizo posible la concepción moderna de la infancia como una etapa vital distinta y feliz. Las muñecas y las casas de muñecas hechas en fábrica hacían las delicias de las niñas. Los deportes organizados se filtraron desde los adultos y las universidades, y los niños aprendieron a jugar con un bate, una pelota y un campo de juego improvisado.

## Diferencias culturales del juego

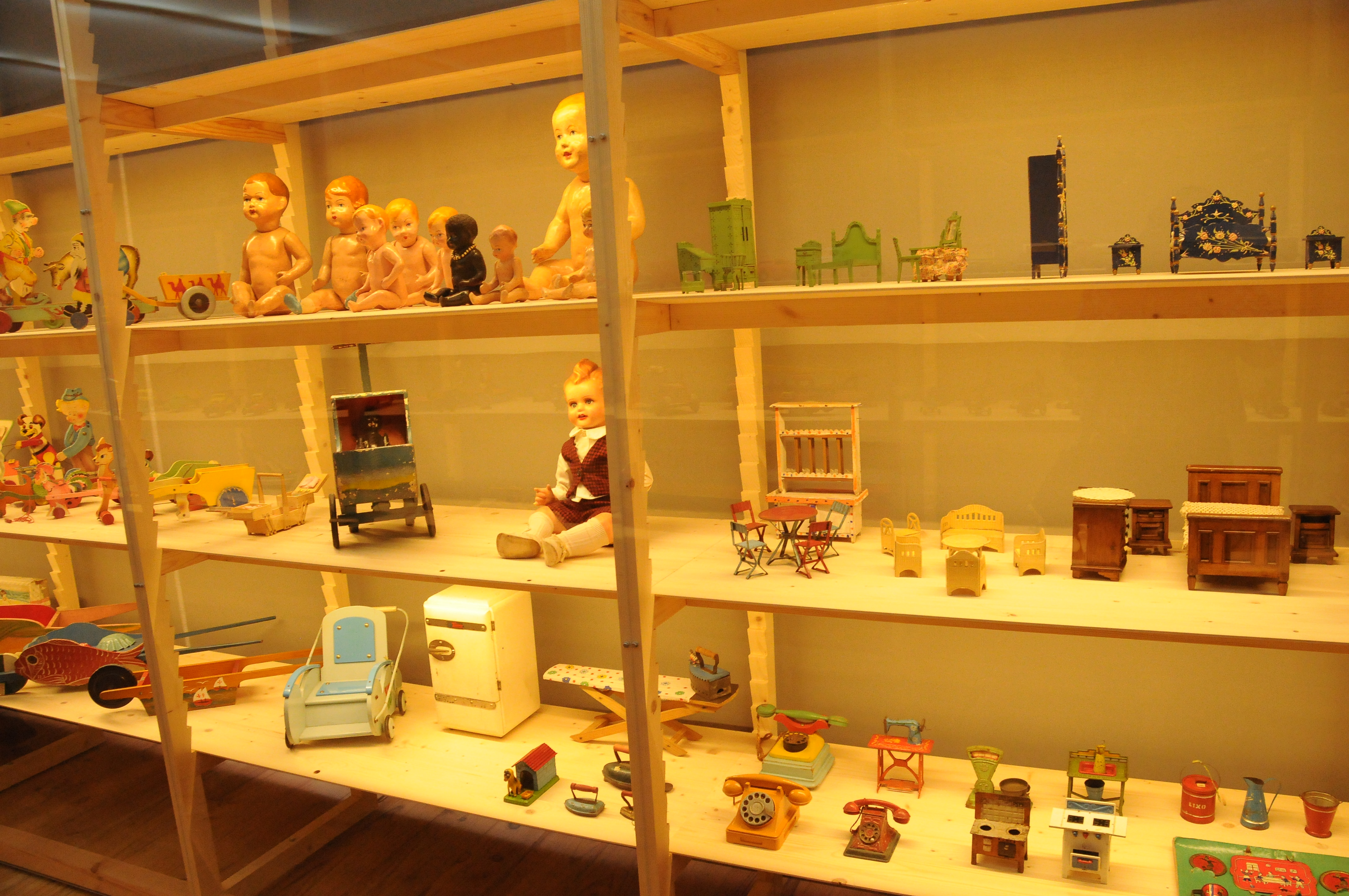
Museo de los juguetes - Portugal

El concepto de tiempo de juego es un fenómeno transcultural que es universalmente aceptado y fomentado por la mayoría de las comunidades; sin embargo, puede diferir en las formas en que se realiza.
Algunas culturas, como las herencias culturales euroamericanas, fomentan el tiempo de juego para destacar los beneficios cognitivos y la importancia de aprender a cuidar de uno mismo. Otras culturas, como las personas de herencia africana o asiática, hacen hincapié en el aprendizaje y el juego más orientados al grupo, donde los niños pueden aprender lo que pueden hacer con y para los demás. Las interacciones de los padres a la hora de jugar también difieren drásticamente dentro de las comunidades. Los padres de la cultura maya sí interactúan con sus hijos con una mentalidad lúdica, mientras que los padres de Estados Unidos tienden a reservar tiempo para jugar y enseñar a sus hijos a través de juegos y actividades. En la comunidad maya, se apoya a los niños en su juego pero también se les anima a jugar mientras observan a sus padres realizar las tareas domésticas para que se familiaricen con la forma de seguir sus pasos.

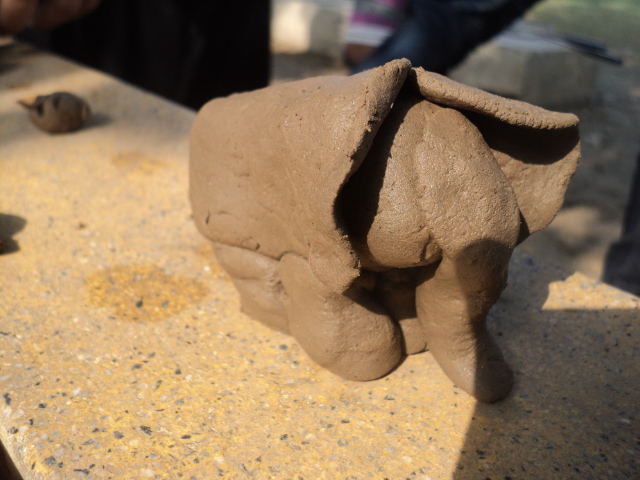
Elefante - juego con arcilla.

En todo el mundo, los niños utilizan diferentes materiales naturales como piedras, agua, arena, hojas, frutas, palos y una gran variedad de recursos para jugar. Además, hay grupos que tienen acceso a las artesanías, los juguetes industrializados, la electrónica y los videojuegos.
En Australia, los juegos y los deportes forman parte del juego. Allí, el juego puede considerarse como una preparación para la vida y la autoexpresión, como en muchos otros países.
En Efe, en la República Democrática del Congo, se puede ver a grupos de niños haciendo "comida" con tierra o simulando disparar arcos y flechas como sus mayores. Estas actividades son similares a otras formas de juego en todo el mundo. Por ejemplo, se puede ver a los niños consolando a sus muñecos o animales de juguete, algo que han modelado de los adultos de sus comunidades.
En Brasil, podemos encontrar a los niños jugando con pelotas, cometas, canicas, casas de mentira o cocinas de barro, como en muchos otros países. En las comunidades más pequeñas utilizan bolas de barro, piedrecitas o anacardos en lugar de canicas.

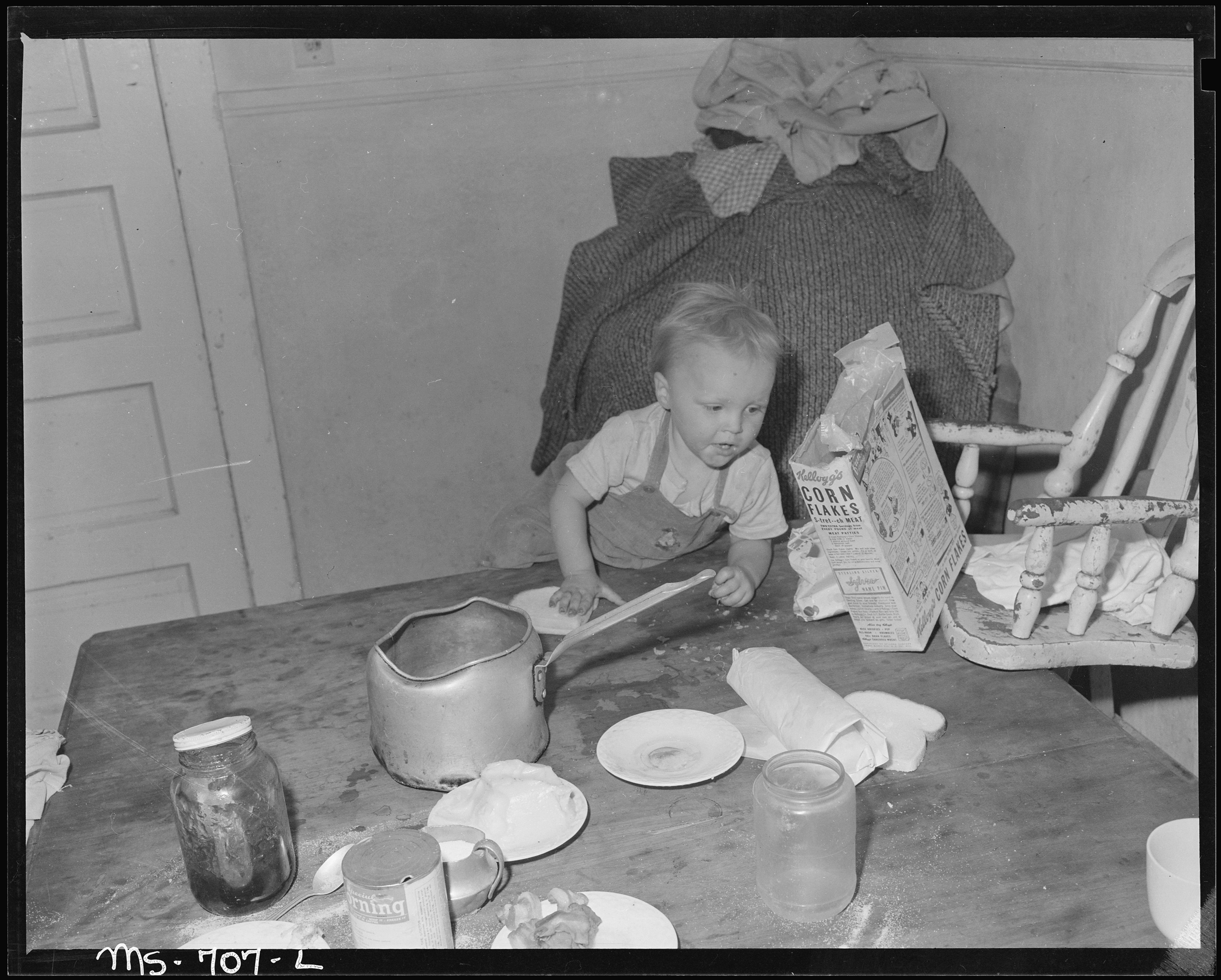
Niño jugando alrededor de la cocina.

En una comunidad indígena de la Sierra Nevada de Santa Marta, en Colombia, el juego de los niños es muy valorado y fomentado por los líderes y los padres. Interactúan con los niños de diferentes edades y exploran juntos diferentes entornos para que los niños se expresen como parte del grupo.
Algunos niños del Sahara utilizan figuras de arcilla como sus formas de juguetes. Los juguetes en general son una representación de las prácticas culturales. Suelen ilustrar personajes y objetos de una comunidad.
El tiempo de juego puede servir para que los niños aprendan las diferentes formas de su cultura. Muchas comunidades utilizan el juego para emular el trabajo. La forma en que los niños imitan el trabajo a través de su juego puede variar según las oportunidades a las que tengan acceso, pero es algo que tiende a ser promovido por los adultos.

## Deportes
Las actividades deportivas son una de las formas de juego más universales, aunque los deportes concretos más practicados varían según el continente o país. Por ejemplo, en Europa, Sudamérica y África, el deporte más popular, denominado informalmente como el «deporte rey», es el fútbol, mientras en América del Norte hay una mayor preferencia por el baloncesto, el hockey sobre hielo, el béisbol o el fútbol americano. En Asia, deportes como el tenis de mesa y el bádminton se practican profesionalmente; sin embargo, el fútbol y el baloncesto se juegan entre la gente común, siendo el cricket popular en Asia del Sur. Los deportes pueden practicarse como actividad de ocio o dentro de una competencia. Eventos como los Juegos Olímpicos y la Copa Mundial de la FIFA muestran la competición entre los distintos países y se transmiten a todo el mundo.
Según el sociólogo Norbert Elias; es una parte importante del "proceso de civilización". La victoria y la derrota en los deportes pueden influir en las emociones de uno hasta un punto en que todo lo demás parece irrelevante. Los aficionados al deporte también pueden imaginar lo que se siente al jugar con su equipo preferido. Los sentimientos que experimentan las personas pueden ser tan surrealistas que afectan a sus emociones y a su comportamiento.

### Beneficios en la juventud
El deporte juvenil puede proporcionar un resultado positivo para el desarrollo de los jóvenes. Las investigaciones demuestran que los adolescentes están más motivados y comprometidos con el deporte que con cualquier otra actividad, y estas condiciones predicen un desarrollo personal e interpersonal más rico. La ansiedad, la depresión y la obesidad pueden ser consecuencia de la falta de actividad y de interacción social. Existe una alta correlación entre la cantidad de tiempo que los jóvenes dedican a la práctica de deportes y los efectos del físico (por ejemplo, mejor salud general), psicológico (por ejemplo, el bienestar subjetivo), académico (por ejemplo, las calificaciones escolares) y social (por ejemplo, hacer amigos). En los últimos 10 años,[¿cuándo?] la electrónica se ha considerado una forma de juego, pero los investigadores han descubierto que la mayoría de los juegos electrónicos conducen a la falta de motivación, a la ausencia de interacción social y pueden provocar obesidad. El juego se basa originalmente en la idea de que los niños utilicen su creatividad mientras desarrollan su imaginación, destreza, fuerza física, cognitiva y emocional. El juego dramático es común en los niños más pequeños. Para que la comunidad juvenil se beneficie del tiempo de juego, se[¿quién?] recomienda lo siguiente:
- Dar a los niños un tiempo amplio y no programado para ser creativos, para reflexionar y descomprimir[24]
- Dar a los niños juguetes "de verdad", como bloques o muñecos para la creatividad[24]
- Los jóvenes deben tener un grupo de personas de apoyo a su alrededor (compañeros de equipo, entrenadores y padres) con relaciones positivas[23]
- Los jóvenes deben poseer un desarrollo de habilidades, tales como físicas, interpersonales y de conocimiento sobre el deporte.
- Los jóvenes deben ser capaces de tomar sus propias decisiones sobre su participación en el deporte[23]
- Los jóvenes deben tener experiencias que estén a la altura de sus necesidades y su nivel de desarrollo[23]